# Dreijeroord

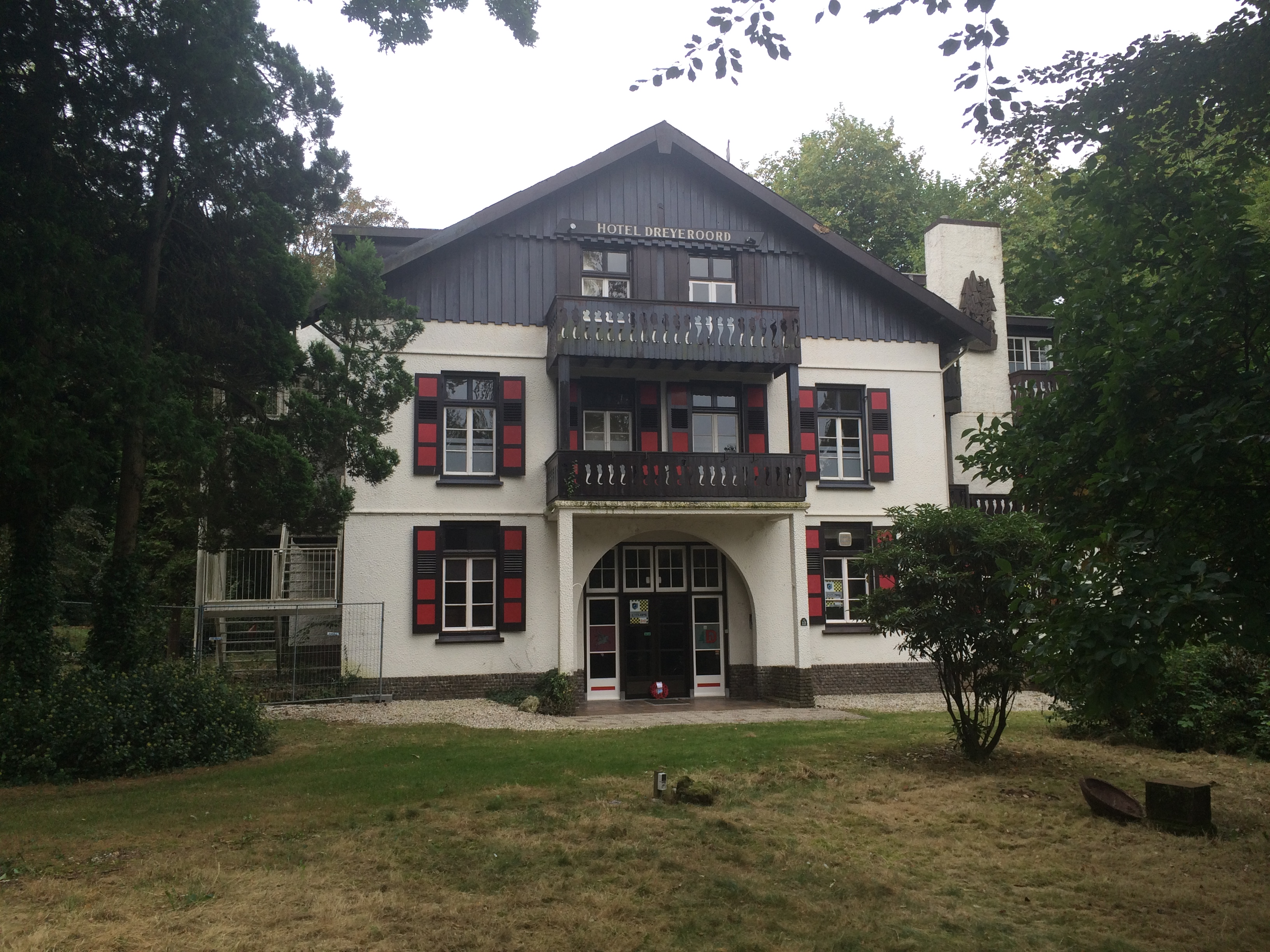
Voormalig Hotel Dreijeroord in 2016

Dreijeroord is de naam van een voormalig hotel in Oosterbeek in de Nederlandse gemeente Renkum (provincie Gelderland). Het werd bekend door de hevige gevechten die er plaatsvonden tijdens de Slag om Arnhem, onderdeel van Operatie Market Garden.
Na de Tweede Wereldoorlog werd het hotel weer geopend en tot en met 2014 uitgebaat. Daarna kwam het pand leeg te staan. Hotel Dreijeroord dankt aan de deels witte muren zijn Engelse bijnaam. Militairen van het 7e bataljon van de King’s Own Scottish Borderers braken hun tong over Dreijeroord en noemden het daarom 'The White House'.
Het gebouw met het terrein werd gekocht door een projectontwikkelaar. Die wilde het pand volledig afbreken en er een kleinschalig verpleeghuis neerzetten, in de stijl van het buitenhuis dat er in de negentiende eeuw stond. De tuin is verkaveld en daar komen huizen. In juli 2016 kwam de mogelijke sloop en het verzet hiertegen in het nieuws.
Het gebouw bezit geen monumentenstatus, hoewel het daar in het verleden wel in aanmerking voor is gekomen. In februari 2017 kwam de projectontwikkelaar met een nieuw ontwerp waarin de voor- en zijgevel van het pand terugkeerden. In december 2017 werd het pand gesloopt. Er werd een nieuw gebouw geplaatst in de stijl van het oude hotel Dreijeroord. Op 7 september 2019 werd bij het voormalige Dreijeroord een monument onthuld.